# ريو كلارو
ريو كلارو (بالبرتغالية: Rio Claro‏) وهي مدينة تقع في ولاية ساو باولو في البرازيل وبلغ عدد سكانها 185,777 حسب تعداد سنة 2010 وتغطي مساحة 521 كلم مربع، تم بناء المدينة في سنة 1827.

## أعلام
- فيليبي سانتانا
- إدوين أونيل ويليس
- هاينز إيبرت
- دانيال روسي
- كارلا تيني
- دوم سالبادور
- روجر برناردو